# Cyphonisia affinitata
Cyphonisia affinitata är en spindelart som beskrevs av Embrik Strand 1907. Cyphonisia affinitata ingår i släktet Cyphonisia och familjen Barychelidae. Inga underarter finns listade i Catalogue of Life.